# Noah Falstein
Noah Falstein (Giugno 1957) è un autore di videogiochi statunitense.

## Biografia
Falstein ha cominciato la sua carriera nel mondo dei videogiochi nella prima metà degli anni ottanta, tra le file della WMS Industries. In questo periodo diresse il progetto Sinistar, un videogioco arcade che ebbe un certo successo all'epoca. Nel 1984 viene ingaggiato dalla neonata Lucasfilm Games (poi LucasArts), e nel giro di pochi anni lavora su tre giochi di simulazione militare: Koronis Rift, PHM Pegasus e Battlehawks 1942; quest'ultimo diventerà il primo episodio di una serie che la LucasArts dedicherà ai simulatori di volo militari. Nel 1986 partecipa alla programmazione della prima avventura grafica della casa californiana, Labyrinth.
I suoi più grandi successi sono però legati al franchise di Indiana Jones. Nel 1989 viene pubblicata l'avventura grafica Indiana Jones and the Last Crusade: The Graphic Adventure, videogioco ispirato all'omonimo film cui mise mano anche il creatore di Monkey Island Ron Gilbert. Il successo del gioco spinse la LucasArts a proseguire su questa strada: Falstein dapprima lavorò alla prima versione della sceneggiatura di The Dig (un progetto che fu accantonato e ripreso alcuni anni più tardi senza il suo contributo); poi, nel 1992, vide la luce Indiana Jones and the Fate of Atlantis, un'altra avventura grafica basata però su un soggetto originale; alla sceneggiatura e al design del gioco, diretto da Hal Barwood, collaborò lo stesso Falstein.
Nonostante il successo dell'operazione, quello stesso anno Falsetin lasciò la LucasArts. Trovò impiego prima presso la 3DO e la DreamWorks Interactive; poi, nel 1996, fondò una propria agenzia di consulenza progettistica per videogiochi, la Inspiracy, che lo ha portato a collaborare anche con aziende quali la Disney Interactive e la Cisco Systems.
Nel 2009 è tornato a dedicarsi attivamente al mondo dei videogiochi: facendo nuovamente coppia con Hal Barwood, ha scritto il soggetto e partecipato alla programmazione dell'avventura grafica Mata Hari.
Nel maggio 2013 Falstein è stato assunto da Google come Chief Game Designer.

## Videogiochi
Elenco parziale dei titoli nei quali Falstein ha avuto un ruolo di rilievo:
- Sinistar (1983)
- Koronis Rift (1985)
- PHM Pegasus (1986)
- Battlehawks 1942 (1986)
- Labyrinth (1986)
- Strike Fleet (1987)
- Indiana Jones and the Last Crusade: The Graphic Adventure (1989)
- Secret Weapons of the Luftwaffe (1991)
- Indiana Jones and the Fate of Atlantis (1992)
- Empire Deluxe Scenarios (1993)
- Corpse Killer (1994)
- Kids on Site (1994)
- Supreme Warrior (1995)
- Jurassic Park: Chaos Island (1997)
- Hungry Red Planet (2002)
- SpaceStationSim (2005)
- Mata Hari (2009)